# Toufik Dif
Toufik Dif (en arabe : توفيق ضيف) est un footballeur algérien né le 23 juin 1985 à Tlemcen. Il évoluait au poste de milieu offensif.

## Biographie
Il évolue en première division algérienne avec son club formateur, le WA Tlemcen et l'USM Annaba. Il dispute 61 matchs en inscrivant cinq buts en Ligue 1.

## Palmarès
WA Tlemcen
- Coupe d'Algérie :
  - Finaliste : 2007-08.